# Hermanniella issanielloides
Hermanniella issanielloides är en kvalsterart som beskrevs av Gil-Martín och Subías 1997. Hermanniella issanielloides ingår i släktet Hermanniella och familjen Hermanniellidae. Inga underarter finns listade i Catalogue of Life.